# 小行星175452
小行星175452（75452 Chenggong），臨時編號2006 QR58，是一顆位於小行星帶的小行星。由鹿林天文台於2006年8月27日發現。
該小行星以發現者林宏欽的母校，台北市立成功高級中學命名。